# Trei Fântâni
Trei Fântâni – wieś w Rumunii, w okręgu Neamț, w gminie Dămuc. W 2011 roku liczyła 29 mieszkańców.